# 小田原どん
小田原どん（おだわらどん）は、神奈川県小田原市で販売されているご当地グルメの丼である。2009年2月14日に誕生した。

## 概要
地元商店街連合会と箱根物産連合会が取り組む「小田原ブランド元気プロジェクト」（内閣府の地方の元気再生事業に選定された。）の一環で開発されたご当地料理で、現在市内21店舗で販売されている。販売店には下記を義務付けている。
- 小田原で採れた新鮮な食材を1つ以上使用する[1][5][6]
- 食器には伝統工芸品である小田原漆器を使う[1][5][6]
- 客に小田原をもっと好きになってもらえるようにもてなす[1][5]

小田原どんの旗を揚げることができるのは2010年現在21店舗であり、青物町近辺に7店が集中する。小田原どんの例としては地元向け定番丼の「元祖小田原丼」（鳥かつ楼）、真鶴産サザエの壺煮をあしらった「小田原小波丼」（活魚わけなわ）や、鰺のすりみを揚げ、小田原蒲鉾などを加えた「小田原アジつみれ丼」（清風楼）、鮮魚8種と足柄牛の霜降りあぶりを添えた「朝どれ小田原丼」（千両寿司）などがある。

さらに、使用されるどんぶり皿はすり塗りのケヤキ製（石川漆器）。寄せ木細工の箸（露木木工所）、おわん（大川木工所製）も含めて地元の伝統工芸品であり、約5万円の特注品である。各店舗は10脚ずつ所持している。

2010年10月2日、3日に小田原城二の丸広場で開催、16万人を集客した「全国丼サミットおだわら2010」にも出店され、小田原どんを急遽追加販売した店もあった。同サミットの実行委員は、小田原どんの知名度アップを喜ぶ感想を述べた。